# Ruth Lichtenstein
Pour les articles homonymes, voir Lichtenstein.
Ruth Lichtenstein (née Levin) (née en 1953 à Jérusalem, Israël) est l'éditrice du journal Hamodia, destiné au lecteurs du judaïsme orthodoxe, et en particulier hassidique. Elle reprend le titre du journal fondé en 1950 par son père, le rabbin Yehuda Leib Levin, le fils du rabbin Yitzhak-Meir Levin, leader de l'Agoudat Israel à Varsovie puis à Jérusalem. Elle descend de la dynastie hassidique de Gour. Elle est une historienne de la Shoah.

## Biographie
Ruth Levin est née en 1953 à Jérusalem, Israël. Son père est le rabbin Yehuda Leib Levin, le fils du rabbin Yitzhak-Meir Levin, leader de l'Agoudat Israel à Varsovie puis à Jérusalem. Elle est l'arrière petite-fille du grand-rabbin hassidique de Gour, le rabbin Avraham Mordechai Alter connu comme le Imrei Emes (1866-1948).

## Hamodia
L'édition en anglais de Hamodia débute le 27 février 1998. L'éditeur est  Ruth Lichtenstein. Elle reprend le titre du journal fondé en 1950 par son père. Le journal parait lors une fois par semaine, puis une édition quotidienne voit le jour le 15 décembre 2003.
L'édition quotidienne parait du lundi au vendredi inclus, excluant le samedi Chabbat et les jours de fêtes religieuses juives.
L'édition de la semaine, datée du vendredi, parait deux jours plus tôt, le mercredi.
L'édition en anglais en dehors des États-Unis est l'édition de la semaine.

## Œuvres
- (en) Witness to History. 2010[5]

## Famille
Ruth Lichtenstein a une fille Judy Brown, qui publie un roman intitulé "Hush”,  sous le pseudonyme de Eishes Chayil (en hébreu, “femme de valeur”) sur l'abus sexuel des enfants dans la communauté hassidique de Borough Park (Brooklyn) New York.